# 何永慶
何永慶（1523年—？），字善夫，號敬亭，河南懷慶府儀衛司旗手所軍籍。明朝官員。嘉靖己未進士，官至通政使司右通政。

## 生平
何永慶為懷慶府儀衛司旗手所籍，嘉靖二十八年（1549年）中式己酉科河南乡试第七十四名舉人，嘉靖三十八年（1559年）登己未科三甲進士。初授山西壺關縣知縣，任內營造城池、興修學校、編輯縣志，政績卓著。嘉靖四十三年（1564年），改順天府固安縣知縣，重視文教如故，編纂縣志，修建文廟。後來入祀兩縣名宦祠。升刑部主事，調兵部，隆慶元年（1567年）正月陞通政司右參議，三年七月升左參議。隆慶四年（1570年）十二月官至右通政。明神宗即位之初，自陳“不職”，遂致仕。《新修懷慶府志》、《固安縣志》皆有傳。

## 家族
曾祖何友才。祖父何安。父何朝玉。母王氏。具庆下。兄永澄、永清、永壽、永吉。